# Vuolle-Paktjajaure
Vuolle-Paktjajaure är en sjö i Jokkmokks kommun i Lappland och ingår i Piteälvens huvudavrinningsområde. Sjön har en area på 0,821 kvadratkilometer och ligger 507 meter över havet. Vuolle-Paktjajaure ligger i Udtja Natura 2000-område. Sjön avvattnas av vattendraget Udtjabäcken (Paktajåkkå).

## Delavrinningsområde
Vuolle-Paktjajaure ingår i det delavrinningsområde (736351-164009) som SMHI kallar för Utloppet av Vuolle-Paktjajaure. Medelhöjden är 516 meter över havet och ytan är 6,27 kvadratkilometer. Räknas de 2 avrinningsområdena uppströms in blir den ackumulerade arean 96,63 kvadratkilometer. Udtjabäcken (Paktajåkkå) som avvattnar avrinningsområdet har biflödesordning 2, vilket innebär att vattnet flödar genom totalt 2 vattendrag innan det når havet efter 211 kilometer. Avrinningsområdet består mestadels av skog (26 procent) och sankmarker (61 procent). Avrinningsområdet har 0,81 kvadratkilometer vattenytor vilket ger det en sjöprocent på 13 procent.